# Gustaf Andersson (Politiker)

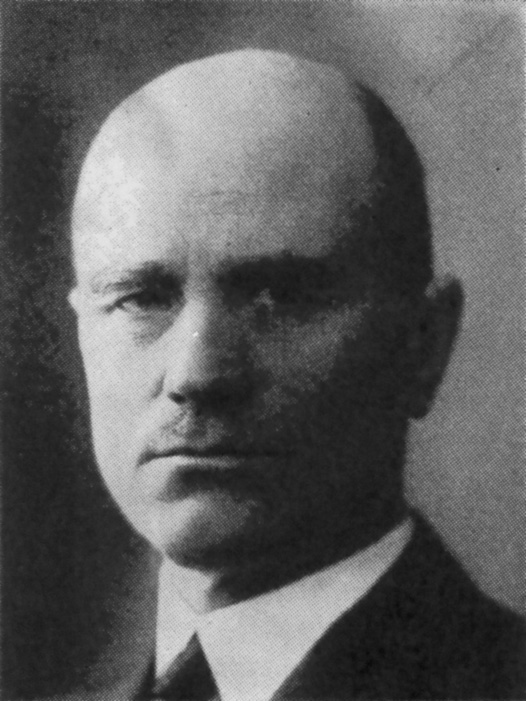
Gustaf Andersson

Gustaf Henning Andersson (* 18. Dezember 1884; † 12. November 1961) war ein schwedischer Politiker. Er gehörte der liberalen Volkspartei an und war von 1936 bis 1944 ihr Vorsitzender.
Andersson war Mitglied der Zweiten Kammer des Reichstages für den Wahlkreis Kopparberg (1921–1948), Fraktionsvorsitzender seiner Partei (1935–1944), Minister für Kommunikation (1939–1944) und Regierungspräsident der Provinz Kopparberg (1944–1951).
Im Schweden heißt er auch Gustaf Andersson i Rasjön, weil er aus dem Dorf oder Hof Rasjön stammte.